# Soriano Calabro
Soriano Calabro – miejscowość i gmina we Włoszech, w regionie Kalabria, w prowincji Vibo Valentia.
Według danych na rok 2004 gminę zamieszkiwało 3068 osób, 204,5 os./km².